# Тешхорн
Тешхорн (нем. Täschhorn) — гора-четырёхтысячник в Швейцарских Альпах.

## География
Тешхорн находится на юго-западе Швейцарии, в кантоне Вале. Он принадлежит к горному массиву Мишабель, второму по величине в Швейцарских Альпах после Монте-Роза. Высота горы составляет 4 491 м. Тешхорн относится к горным пикам, подъём на которые сопряжён с весьма существенными трудностями. Обычный путь к вершине через хребет Мишабель крайне сложен, поэтому Тешхорн посещается альпинистами достаточно редко.
Впервые Тешхорн был покорён 30 июля 1862 года группой в составе Иоганна Цумтаугвальда, Стефана Цумтаугвальда, Дж. Ллевелина Дэвиса, Дж. У. Хейуорда и П.-Й. Зуммерматтера, вышедшей из Ранды и поднявшейся по северо-западному склону.